# Conus armiger
Conus armiger är en snäckart som beskrevs av Joseph Charles Hippolyte Crosse 1858. Conus armiger ingår i släktet Conus och familjen kägelsnäckor. Inga underarter finns listade i Catalogue of Life.